# Slaget vid Fredrikshamn
Slaget vid Fredrikshamn i Finska viken var en sjöstrid mellan den svenska skärgårdsflottan och dess ryska motsvarighet, den 15 maj 1790.
Gustav III:s plan var att genomföra ett anfall mot ryska skärgårdsflottan i Fredrikshamn i likhet med det örlogsflottan fått order att utföra mot den ryska i Reval. Den 14 maj kom svenska skärgårdsflottan till Svensksund samt ryckte fram till anfall tidigt följande morgonen under kungens befäl och lyckades efter några timmars tid slå ryssarna på flykten, med en förlust av 26 större och mindre fartyg, vilka dels förstördes, dels togs av svenskarna. Därefter gick kungen in i viken och uppmanade fästningen att kapitulera; men kommendanten begärde och erhöll en timmes betänketid, varunder han fick undsättning, och då inget svar avhördes, återupptog kungen striden på eftermiddagen, men med föga framgång, varför befallning snart gavs att upphöra med elden, och samma dag återvände kungen med flottan till Svensksund.

## Slaget
Den 10 maj angjorde skärgårdsflottan hamnen i Pellinge och låg kvar där hela dagen. Senare på kvällen anlände kungen, som föregående natt i Borgå gått ombord på kungliga skonerten Amphion, varpå han genast övertog befälet samt förordnade överstelöjtnant George Christian de Frese till flaggkapten.
Den 12 maj fortsattes seglatsen men för vidrig vind hann man endast till Orrengrund (utanför Svartholm). Den 13 maj låg flottan kvar där för att invänta proviant-, ammunitions- och sjukfartyg från Sveaborg. Såväl föregående som efterföljande dagar avgick från denna senare ort upphörligt fartyg, däribland även galärerna och turuma-eskadern, vilka förenade sig med flottan, allteftersom de hann upp densamma. 

### Första anfallet
Tidigt på morgonen den 14 maj närmade man sig Svensksund, då ett avantgarde av en galär, tre kanonslupar och fyra barkasser avdelades, för att rekognoscera farvattnet. Då ingen fiende upptäcktes, passerade flottan sundet klockan 3 på eftermiddagen samt ankrade klockan 6 på eftermiddagen mellan Korkiasaari och Lilla Svärtan. Samma kväll blev flottan upphunnen av kapten Leijonanckers avdelning från Stockholm, som den 11 maj passerat Sveaborg. 

Man skulle nu anfalla den del av ryska skärgårdsflottan som låg förlagd i Fredrikshamn och som stod under konteramiral Hieows befäl. När svenskarna närmade sig lade ryssarna ut en turuma, den tidigare från svenskarna erövrade Sällan Värre och två pråmar mellan Hillnäs och Willnäs uddar, vilka genast förstärktes, så att hela den ryska linjen, dessa oräknade, bestod av 46 halvgalärer, kaiker och kanonslupar. På ovan nämnde uddar samt på Lilla Svärtan hade batterier blivit anlagda, vilka dock ännu ej hunnit bestyckas samt endast var ofullständigt bemannade. Allt tydde på överraskning och brådska. Man tänkte även anfalla samma kväll, men som vinden var för stark och låg på land, beslöt man därför att skjuta upp anfallet till följande morgon. Emellertid så rekognoscerades den ryska ställningen, och flottan rangerades i stridsordning; den bestod enligt ungefärlig beräkning av några turuma och udema, 20 galärer, 70 kanonslupar och kanonjollar samt några kanon- och mörsarebarkasser, besättningsstyrkan torde ha uppgått till omkring 10 000 man, varav dock endast 3 000 var disponibla till landstigning. 

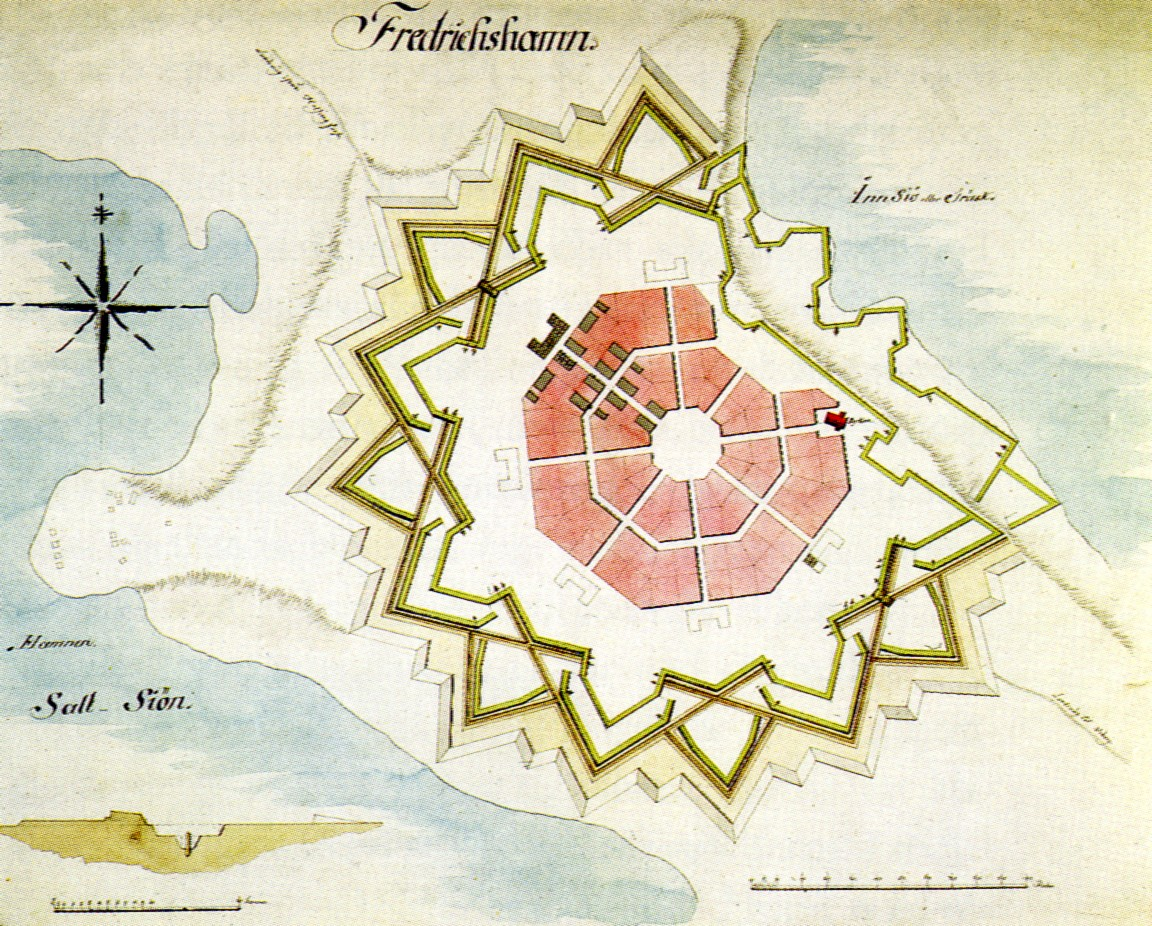
Stadsplan över Fredrikshamn från 1720 som visar den befästa staden

Den 15 maj klockan 2 på morgonen ryckte flottan fram för att angripa i följande ordning: i mitten galärerna på två linjer, de större fartygen i den tredje, samt kapten Leijonanckers division. På vänstra flygeln två divisioner slupar och jollar under överstelöjtnant Carl Adolph Danckwardt. På den högra två dylika under major Claes Hjelmstjerna, vilken skulle kringgå Lilla Svärtan, för att angripa fiendens högra flygel. Då galärerna, så snart utrymmet medgivit, slutit upp på en linje, börjades eldgivningen klockan halv 4 på förmiddagen.  
Svenskarnas överlägsna artillerield och Hjelmstjernas kringgående manöver tvingades ryssarna snart att retirera, vilket dock på grund av den tjocka krutröken inte kunde märkas förrän framåt klockan 6, då hade Sällan Värre redan strukit flagg, och således återerövrats av svenskarna. Kanonsluparna och kanonjollarna förföljde nu ryssarna med häftighet inåt Fredrikshamnsviken. De tog de båda skottpråmarna och äntrade flera andra fartyg, av vilka många låg övergivna på stranden, varefter de under ständig eld gick upp under fästningens kanoner och gjorde flera 
priser; två espingar seglade upp till Willnäs varv och borttog på ett övergivet batteri 4 kanoner m. m. Kl. 9 på förmiddagen lät kungen upphöra med skjutningen, så att manskapet skulle få vila sig. Man intog en ställning i viken utom fästningens skotthåll, och förberedde sig på ett nytt anfall. 

### Andra anfallet
Kungen lät därpå uppmana fästningen att kapitulera. Kommendanten begärde en timmas betänketid. Men då efter denna tid, under vilken fästningen erhöll undsättning, inget svar ankom, gav kungen order om att återuppta anfallet. Klockan 3 på eftermiddagen framryckte sluparna och jollarna under jämn eldgivning dels på fästningen, dels på ett vid stadens varv anlagt batteri av 4 grova kanoner, och närmade sig hamnen för att tända eld på de fartyg, som tagit sin tillflykt dit samt på några kanonslupar som fortfarande stod på stapeln. Detta lyckades även till en del; men en del kunde inte uppnås. 

Akvarell av Johan Tietrich Schoultz, 1803. Bildtex: SjöSlag Emellan Kongl.Swenska och Kejserliga Ryska Skjärgards Flottorne vid Fredrickshamn för Middagen den 15 de Maj 1790

Efter tre timmars häftig eld fick de svenska fartygen order om att dra sig tillbaka. På återvägen förstörde de fiendens ofulländade batterier på Hillnäs, Willnäs och Lilla Svärtan samt anlände samma kväll till Svensksund. Ryssarna förlorade i denna strid, utom turuman och pråmarne, 26 av de andra fartygen samt flera hundra i döda och sårade; svenskarna däremot endast 60 man och en jolle, vars kanon sprängdes. Ryssarnas överraskning och oklokhet att utlägga sin underlägena styrka i en ställning mellan obestyckade batterier, besparade svenska skärgårdsflottan skymfen av en möjligtvis inträffande lika utgång med det revalska företaget. Att sedan den svenska sidan, mitt under förföljelsen, tog en paus på 6 timmar för att vila bidrog till att hälften av de ryska fartygen undkom, samt, när striden åter började, redan var i säkerhet under ryska kanoner.

### Förluster[1]
De ryska förlusterna bestod bland annat av:
- Turuman Sällan Värre, som strök flag och gav sig med hela besättningen under major Klugatschoff och ytterligare 5 officerare och 80 man.
- Två skottpråmar, Tigern och Leoparden, med 18 kanoner om 24 pund, 8 kanoner om 8 pund samt ett flertal nickor.
- 22 halvgalärer, kaiker och kanonslupar
- 4 större gallioter
- Vid Villnäs varv: två kanoner om 24 pund, två om 12 pund och två om 6 pund. Samt större mängder, kulor och krut.
- I hamnen ett flertal fartyg som sattes i brand

De svenska förlusterna uppgick till:
- 1 kanonjolle vars kanon sprängdes
- 1 officer (Fänrik Roth)
- 29 man dödskjutna
- 1 underofficer och 30 man skadade

## Resultat och följder
Ändamålet med anfallet vanns endast delvis. Det är inte troligt att Gustav III menade allvar med uppmaningen till fästningen att kapitulera. Likväl hade här varit ett kanske unikt tillfälle att genom en rask handling kompensera föregående års motgångar samt betydligt medverka till krigets ändamål. Ty enligt alla underrättelser var ryssarnas överraskning så stor att de troligtvis gett upp den svaga fästningen om man från skärgårdsflottan beskjutit den med en skur av kulor och bomber under det att landsatta trupper beredde sig att storma. 
Förmodligen överskattades fiendens styrka, såsom ofta händer i krig. Sedan ryska eskadern i Fredrikshamn gjorts oskadlig, hade svenska skärgårdsflottan möjlighet att landsätta trupper i ryggen av den ryska kustarmén mellan Abborfors och Fredrikshamn, för att tvinga den att retirera till sistnämnda ställe. Kungen anordnade även en kombinerad manöver med Johan August Meijerfeldts fördelning till den 18 maj. Meijerfeldt kunde likväl inte medverka, eftersom han för sent erhöll order om detta. Kungen verkställde emellertid på den utsatta dagen landstigning på tre ställen, nämligen vid Broby, Saksala och Summa, men då där fanns ett betydligare starkare försvar än man anat, i synnerhet vid Broby en betydlig infanterikår med flera batterier, måste trupperna genast dra sig tillbaka till fartygen. Detta splittrade landstigningsförsök innebär sin egen kritik. Hade kungen verkställt landstigning på ett ställe och med tillräcklig kraft samt i tid försäkrat sig om Meijerfeldts medverkan, så hade med sannolikt den ryska kustarmén retirerat till Fredrikshamn.
Gustav III skriver den 21 maj, 1790 från Svensksund om slaget:
| ”                               | .. att jag träffade på honom, att jag levererade batalj, och att jag vann den fullständigaste seger som hemförts under detta århundrade. Av 80 skepp som de hade föll 48 i mina händer, eller brändes, sänktes eller sprängdes i luften. Bland dessa skepp 3 stora fregatter eller turuma med pjäser på 24 pund och bland andra Sällan Wärre, som de hade tagit från oss vid Svensksund. Vi brände ner varvet i Villnäs, vi satte eld på deras transportfartyg, som sökt skydd under stadens kanoner. Återstoden av kanonsluparna flydde in i en trång vik, där dimman och den kraftiga motvinden hindrade oss från att använda våra brännarbåtar. | „ |
| – Brev till Evert Wilhelm Taube | |   |

Striden vid Fredrikshamn var sålunda en viktig seger, vunnen av kungen med skärgårdsflottan; men den hade kunnat bli långt mera avgörande och sannolikt medfört så väl hela ryska eskaderns förstöring som Fredrikshamns uppgivande, om kungen oavbrutet fortsatt striden och inte lämnat manskapet flera timmars vila efter det första anfallet, varigenom fienden fick tid att sansa sig och bättre anordna sitt försvar. Också tycktes konungen ångra, att han inte med ens gjort slut på den ryska Fredrikshamnseskadern. Den 19 maj på aftonen ditsändes kapten Arvid Virgin från Svensksund med en avdelning av skärgårdsflottan, vilket ledet till det Andra slaget vid Fredrikshamn den 20 maj 1790.

### Tapperhetsmedalj

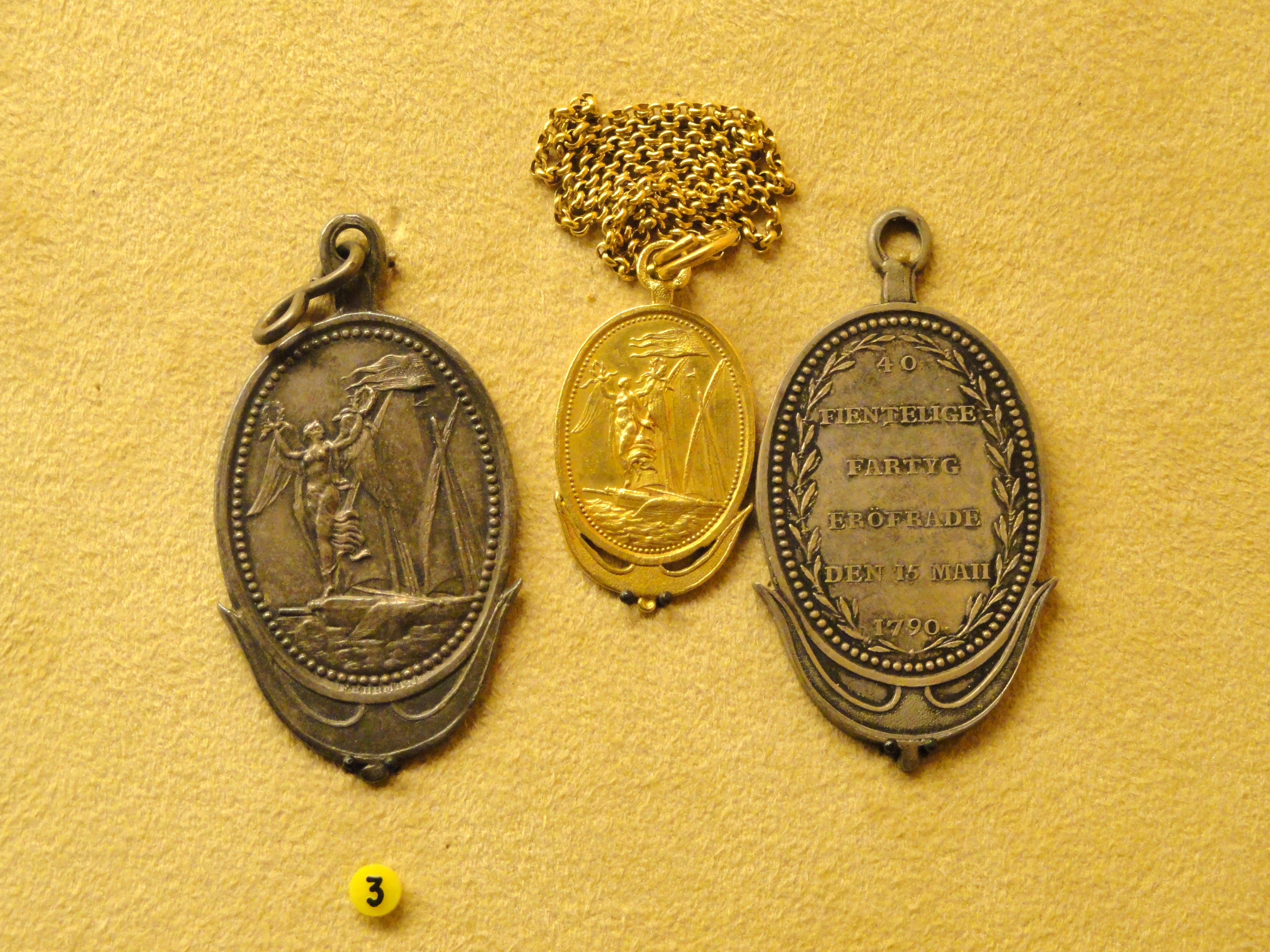
Fredrikshamnsmedaljen. Texten på medaljens frånsida lyder:40 FIENTELIGE FARTYG ERÖFRADE DEN 15 MAII 1790

Gustav III införde en tapperhetsmedalj som delades ut till de officerare som förde befäl, samt till de främsta underofficerarna. Medaljen som antingen bars på bröstet eller i kedja om halsen, beroende på grad och typ av befäl, kallas idag för Fredrikshamnsmedaljen, men kallades ursprungligen för Fredrikshamnstecknet. Kungen skrev redan på kvällen den 15 maj 1790, samma dag som slaget utkämpats, till Kungliga Vitterhetsakademien:
| ” | Til åminnelse af den märkelige seger Arméens Flotta vunnitt på Ryska skiärgårs flottan den 15 Maii här vid Fredrickshamn har jag beslutat at låta slå en oval penning at af alla de offisserare som fört Befälet dels Bäras på Bröstet, dels i knaphollet efter deras grad, och som jag ärnar skiälf den bära bör eij på ena sidan vara min Bröstbild som vanan elliest föreskref. Academien anmodas at uppgifva inscription och sinnebilden på dett penningen må på dett skyndsammaste förfärdigas. Mig tyckes Bäst at inscription blef på svenska dock lämnar jag det på Academiens egitt ompröfvande. Amphion till ankars på redden af Fredrickshamn d. 15 Maii 1790. Gustaf | „ |

## Bildgalleri

Bataillen vid Fredrikshamn den 15 May, olja av Johan Tietrich Schoultz, Sjöhistoriska museet, Stockholm.
Bataillen vid Fredrichshamn, d. 15de May 1790, Då Svenska Skärgårds Flottan, under Konungens Egit befäl äröfrade 40 Ryska Fartyg, olja på duk av Johan Tietrich Schoultz, 1799, Sjöhistoriska museet, Stockholm.
Batalljé vid Fredrickshamn den 15 maij förmidd. 1790, olja på duk av Johan Tietrich Schoultz, 1803, Sjöhistoriska museet, Stockholm.
Battaillen vid Fredricshamn D: 15 Maij 1790, olja på duk av Johan Tietrich Schoultz, 1792, Nationalmuseum, Stockholm.

## Deltagande svenska fartyg
- 1. divisionen: 7 galärer, kommenderas av överstelöjtnanten George de Frese.
- 2. divisionen: 7 galärer, av kaptenen Adolf Fredrik Virgin.
- 3. divisionen: 8 kanonslupar och 8 kanonjollar, av majoren Claes Hjelmstjerna.
- 4. divisionen: 8 kanonslupar och 7 kanonjollar, av kaptenen Carl Fredrik Toll.
- 5. divisionen: 8 kanonslupar och 8 kanonjollar, av kaptenen Adolf Fredrik Brummer
- 6. divisionen: 8 kanonslupar och 7 kanonjollar, av kaptenen Önnert Jönsson.
- 7. divisionen, som kommenderas av överstelöjtnanten Carl Adolph Danckwardt, består av turuman Norden, förd av kaptenen Per af Trolle, udenman Gamla, förd av löjtnanten Asping, pojaman Brynhilda, förd av löjtnanten Johan Ankarfelt, halvchebecken Katarina Losch, förd av löjtnanten Bengt Gustaf Qvist.
- 8. divisionen: 4 mörsarebarkasser och 2 brännare, kommenderas av kaptenen Carl Paco Hård.
- 9. divisionen: 8 kanonslupar och 1 galär, kommenderas av kaptenen Gustaf Adolf Leijonancker.

De svenska fartygen leddes av flaggkaptenen överstelöjtnant Georg Christian de Frese och ställdes upp i följande ordning: 

### Vänstra flygeln
Den vänstra flygeln under ledning av Danckwardt, bestod av två divisioner:
- 4. divisionen: 8 kanonslupar och 7 kanonjollar, under befäl av kaptenen Toll.
- 5. divisionen: 8 kanonslupar och 8 kanonjollar, under befäl av kaptenen Brummer.

### Corps de Bataille
Den svenska centern leddes av Arvid Virgin. Den utgjordes av sexton galärer
- 1. divisionen: 7 galärer, kommenderas av överstelöjtnanten de Frese.
- 2. divisionen: 7 galärer, av kaptenen Adolf Fredrik Virgin.

Galärerna arrangerades  i två linjer.
Den främsta linjen bestod av galärerna: 
- Calmar
- Östergötland
- Nordstjärneorden
- von Seth
- Svärdsorden
- Västgöta-Dahl
- Stockholm
- Serafimsorden
- Wrede

Den bakre linjen bestod av galärerna
- Västervik
- Taube
- von Rosen
- Posse
- von Höpken
- Halland
- Ehrenpreuss

Skärgårdsfregatterna och övriga fartyg formerades i en tredje linje.

### Högra flygeln
Den högra flygeln under ledning av Hjelmstjerna, bestod av två divisioner:
- 3. divisionen: 8 kanonslupar och 8 kanonjollar, av majoren Hjelmstjerna.
- 6. divisionen: 8 kanonslupar och 7 kanonjollar, av kaptenen Önnert Jönsson.

## Deltagande ryska fartyg
- Skottpråmen Leoparden
- Skottpråmen Tigern
- Turuma Sällan Värre

samt ytterligare 46 mindre fartyg som chebecker, tchaiker och kanonslupar.